# Box-office France 1945
Cet article traite du box-office de 1945 en France.
Cette année, 131 films sortent sur les écrans français encore marqués par la guerre qui s'achève. L'audience revient rapidement malgré une offre de films nouveaux encore faibles (50 films français et 56 américains).
Les Français font un triomphe au film de Charlie Chaplin Le Dictateur, réalisé en 1939 et sorti aux États-Unis en 1940, c'est-à-dire avant l'entrée des Américains dans le conflit. 3 millions au début, puis 5 millions de plus avec les reprises.
Mais les années d'après-guerre consacreront le cinéma familial et les comédies légères. 1945 marque déjà cette tendance.
En effet, le reste du box-office est dominé par les films français avec notamment le film de Jean Dréville, La Cage aux rossignols avec Noël-Noël qui rassemble plus de 5 millions de spectateurs. La même histoire inspirera Les Choristes de Christophe Barratier avec un succès encore plus important 60 ans plus tard.
Mais l'année est surtout celle de la sortie en mars de Les Enfants du paradis. Ce succès s'affirmera au fil des décennies avec 4 millions de spectateurs qui participent à la reconnaissance du film parmi le patrimoine cinématographique français et mondial.

## Les films de plus de deux millions d'entrées
| Classement | Titre                     | Pays                               | Réalisateur        | Box-office France |
| ---------- | ------------------------- | ---------------------------------- | ------------------ | ----------------- |
| 1.         | Le Dictateur              |                                    | Charlie Chaplin    | 8 030 641 entrées |
| 2.         | La Cage aux rossignols    |                                    | Jean Dréville      | 5 084 805 entrées |
| 3.         | Les Enfants du paradis    | Marcel Carné                       | 4 772 498 entrées  |                   |
| 4.         | Carmen                    |                                    | Christian-Jaque    | 4 277 813 entrées |
| 5.         | Le Roi des resquilleurs   |                                    | Jean Devaivre      | 3 679 438 entrées |
| 6.         | Le Cavalier noir          | Gilles Grangier                    | 3 672 572 entrées  |                   |
| 7.         | Sérénade aux nuages       | André Cayatte                      | 3 498 968 entrées  |                   |
| 8.         | Naïs                      | Raymond Leboursier / Marcel Pagnol | 3 467 792 entrées  |                   |
| 9.         | L'Île d'amour             | Maurice Cam                        | 3 142 290 entrées  |                   |
| 10.        | Peloton d'exécution       | André Berthomieu                   | 3 072 622 entrées  |                   |
| 11.        | La Dernière Chance        |                                    | Leopold Lindtberg  | 3 068 289 entrées |
| 12.        | Boule de Suif             |                                    | Christian-Jaque    | 3 000 550 entrées |
| 13.        | Trente Secondes sur Tokyo |                                    | Mervyn LeRoy       | 2 887 673 entrées |
| 14.        | La Route du bagne         |                                    | Léon Mathot        | 2 878 060 entrées |
| 15.        | Seul dans la nuit         | Christian Stengel                  | 2 844 119 entrées  |                   |
| 16.        | La Ferme du pendu         | Jean Dréville                      | 2 703 664 entrées  |                   |
| 17.        | Aventures en Birmanie     |                                    | Raoul Walsh        | 2 635 192 entrées |
| 18.        | Sortilèges                |                                    | Christian-Jaque    | 2 552 165 entrées |
| 19.        | J'ai dix-sept ans         | André Berthomieu                   | 2 442 552 entrées  |                   |
| 20.        | J'avais cinq fils         |                                    | Lloyd Bacon        | 2 429 684 entrées |
| 21.        | Marie-Louise              |                                    | Leopold Lindtberg  | 2 424 877 entrées |
| 22.        | Le Mystère Saint-Val      |                                    | René Le Hénaff     | 2 397 153 entrées |
| 23.        | Lady Hamilton             |                                    | Alexander Korda    | 2 360 970 entrées |
| 24.        | Le Fantôme de l'Opéra     |                                    | Arthur Lubin       | 2 316 416 entrées |
| 25.        | Dernier Métro             |                                    | Maurice de Canonge | 2 218 391 entrées |
| 26.        | Trente et quarante        | Gilles Grangier                    | 2 172 386 entrées  |                   |
| 27.        | Untel père et fils        | Julien Duvivier                    | 2 145 108 entrées  |                   |
| 28.        | Falbalas                  | Jacques Becker                     | 2 108 663 entrées  |                   |